# Pachyteria narai
Pachyteria narai är en skalbaggsart som beskrevs av Hayashi 1987. Pachyteria narai ingår i släktet Pachyteria och familjen långhorningar. Inga underarter finns listade i Catalogue of Life.